# هیگاشی‌آواکورا، اوکایاما
هیگاشی‌آواکورا، اوکایاما (به لاتین: Higashiawakura) یک منطقهٔ مسکونی در ژاپن است که در ناحیه چوگوکو واقع شده‌است. هیگاشی‌آواکورا ۱٬۳۹۹ نفر جمعیت دارد.